# Lijst van nummer 1-albums in de Nederlandse Album Top 100 in 2002
Onderstaande albums stonden in 2002 op nummer 1 in de Nederlandse Album Top 100. De lijst werd samengesteld door Megacharts B.V..
| Nummer | Datum        | Artiest                       | Titel                                                               |
| ------ | ------------ | ----------------------------- | ------------------------------------------------------------------- |
| 456    | 5 januari    | Anastacia                     | Freak Of Nature                                                     |
|        | 12 januari   | Anastacia                     | Freak Of Nature                                                     |
| 457    | 19 januari   | BLØF                          | Blauwe Ruis                                                         |
|        | 26 januari   | BLØF                          | Blauwe Ruis                                                         |
|        | 2 februari   | BLØF                          | Blauwe Ruis                                                         |
|        | 9 februari   | BLØF                          | Blauwe Ruis                                                         |
| 458    | 16 februari  | Diverse artiesten             | De Officiële Muziek Bij Het Huwelijk Van Willem-Alexander En Maxima |
|        | 23 februari  | Diverse artiesten             | De Officiële Muziek Bij Het Huwelijk Van Willem-Alexander En Maxima |
|        | 2 maart      | Diverse artiesten             | De Officiële Muziek Bij Het Huwelijk Van Willem-Alexander En Maxima |
| 459    | 9 maart      | Marco Borsato                 | Onderweg                                                            |
|        | 16 maart     | Marco Borsato                 | Onderweg                                                            |
|        | 23 maart     | Marco Borsato                 | Onderweg                                                            |
|        | 30 maart     | Marco Borsato                 | Onderweg                                                            |
|        | 6 april      | Marco Borsato                 | Onderweg                                                            |
| 360    | 13 april     | Céline Dion                   | A New Day Has Come                                                  |
|        | 20 april     | Céline Dion                   | A New Day Has Come                                                  |
|        | 27 april     | Céline Dion                   | A New Day Has Come                                                  |
|        | 4 mei        | Céline Dion                   | A New Day Has Come                                                  |
|        | 11 mei       | Céline Dion                   | A New Day Has Come                                                  |
|        | 18 mei       | Céline Dion                   | A New Day Has Come                                                  |
| 461    | 25 mei       | Carel Kraayenhof              | Tango Royal                                                         |
|        | 1 juni       | Carel Kraayenhof              | Tango Royal                                                         |
| 462    | 8 juni       | Eminem                        | The Eminem Show                                                     |
|        | 15 juni      | Eminem                        | The Eminem Show                                                     |
|        | 22 juni      | Eminem                        | The Eminem Show                                                     |
|        | 29 juni      | Eminem                        | The Eminem Show                                                     |
|        | 6 juli       | Eminem                        | The Eminem Show                                                     |
| 463    | 13 juli      | Shakira                       | Laundry Service                                                     |
| 464    | 20 juli      | Red Hot Chili Peppers         | By The Way                                                          |
|        | 27 juli      | Red Hot Chili Peppers         | By The Way                                                          |
|        | 3 augustus   | Red Hot Chili Peppers         | By The Way                                                          |
|        | 10 augustus  | Red Hot Chili Peppers         | By The Way                                                          |
| 465    | 17 augustus  | Bruce Springsteen             | The Rising                                                          |
| 464    | 24 augustus  | Red Hot Chili Peppers         | By The Way                                                          |
| 466    | 31 augustus  | De Dijk                       | Muzikanten dansen niet                                              |
| 467    | 7 september  | André Hazes                   | Strijdlustig                                                        |
|        | 14 september | André Hazes                   | Strijdlustig                                                        |
| 468    | 21 september | K3                            | Verliefd                                                            |
|        | 28 september | K3                            | Verliefd                                                            |
|        | 5 oktober    | K3                            | Verliefd                                                            |
|        | 12 oktober   | K3                            | Verliefd                                                            |
| 469    | 19 oktober   | Elvis Presley                 | Elv1s - 30#1 Hits                                                   |
|        | 26 oktober   | Elvis Presley                 | Elv1s - 30 #1 Hits                                                  |
| 470    | 2 november   | Frans Bauer                   | Dicht Bij Jou                                                       |
|        | 9 november   | Frans Bauer                   | Dicht Bij Jou                                                       |
| 471    | 16 november  | U2                            | The Best Of 1990-2000                                               |
|        | 23 november  | U2                            | The Best Of 1990-2000                                               |
| 472    | 30 november  | Acda en De Munnik             | Groeten Uit Maaiveld                                                |
|        | 7 december   | Acda en De Munnik             | Groeten Uit Maaiveld                                                |
| 473    | 14 december  | Robbie Williams               | Escapology                                                          |
|        | 21 december  | Robbie Williams               | Escapology                                                          |
|        | 28 december  | geen Album Top 100 verschenen |                                                                     |

Lijsten van nummer 1-albums in de Nederlandse Album Top 100

1969 ·
1970 ·
1971 ·
1972 ·
1973 ·
1974 ·
1975 ·
1976 ·
1977 ·
1978 ·
1979 ·
1980 ·
1981 ·
1982 ·
1983 ·
1984 ·
1985 ·
1986 ·
1987 ·
1988 ·
1989 ·
1990 ·
1991 ·
1992 ·
1993 ·
1994 ·
1995 ·
1996 ·
1997 ·
1998 ·
1999 ·
2000 ·
2001 ·
2002 ·
2003 ·
2004 ·
2005 ·
2006 ·
2007 ·
2008 ·
2009 ·
2010 ·
2011 ·
2012 ·
2013 ·
2014 ·
2015 ·
2016 ·
2017 ·
2018 ·
2019 ·
2020 ·
2021 ·
2022 ·
2023 ·
2024 ·
2025

Lijsten van nummer 1-albums van de Stichting Nederlandse Top 40

1969 ·
1970 ·
1971 ·
1972 ·
1973 ·
1974 ·
1975 ·
1976 ·
1977 ·
1978 ·
1979 ·
1980 ·
1981 ·
1982 ·
1983 ·
1984 ·
1985 ·
1986 ·
1987 ·
1988 ·
1989 ·
1990 ·
1991 ·
1992 ·
1993 ·
1994 ·
1995 ·
1996 ·
1997 ·
1998 ·
1999 ·
2011 ·
2012 ·
2013 ·
2014 ·
2015
- Nederland
- Vlaanderen